# Alejandro Villanueva
Carlos Alejandro Villanueva Martínez (Lima, 1908. június 4. – Lima, 1944. április 11.), perui válogatott labdarúgó.
A perui válogatott tagjaként részt vett az 1930-as világbajnokságon, az 1936. évi nyári olimpiai játékokon illetve az 1927-es és az 1935-ös Dél-amerikai bajnokságon.

## Sikerei, díjai
Alianza Lima
- Perui bajnok (5): 1927, 1928, 1931, 1932, 1933

Peru
- Dél-amerikai bronzérmes (2): 1927, 1935

Egyéni
A perui bajnokság gólkirálya (2): 1929, 1931

## Külső hivatkozások
- Alejandro Villanueva a FIFA.com honlapján Archiválva 2015. február 4-i dátummal a Wayback Machine-ben